# Lego Technic

Lego Technic logó

A Lego Technic /ˈtɛknɪk/ (stilizáltan LEGO Technic) a Lego építőjáték altémája, melyben a hagyományos Lego kockákat különböző gépelemek egészítik ki és így lehetséges mechanikusan működő egyszerű gépeket alkotni. A sorozat célja, hogy a normál Lego egyszerűbb téglaépítési tulajdonságaihoz képest fejlett, működő járművek és gépek modelljeit hozzuk létre.

## Áttekintés
A témát Expert Builder vagy Technical Sets néven (piactól függően) 1977-ben vezették be, majd 1982-ben nevezték át LEGO Technicre.
A Technic készletekre jellemző, hogy olyan speciális darabokat használnak, mint a fogaskerekek, tengelyek és csapok, amelyek lehetővé teszik a működő mechanizmusok és mechanikus szerkezetek megépítését. Más speciális darabok közé tartoznak a gerendák és a lyukakkal ellátott lemezek, amelyeken keresztül a tengelyeket be lehet szerelni. Egyes készletek pneumatikus darabokat vagy elektromos motorokat is tartalmaznak. Az utóbbi években a Technic építőelemek elkezdtek beszivárogni más Lego készletekbe is, beleértve a BIONICLE készleteket (amelyeket egykor a Technic vonal részeként árultak), valamint nagyon sok más készletet is.
A Lego Technic készletek stílusa az idők során változott. A 2000 óta gyártott Technic készletek más építési módszert használnak, amelyet „szegecs nélküli építésnek” neveznek. (A szegecsek a hagyományos Lego téglákon megjelenő kis kör alakú gombok.) Ez a módszer a Technic téglák helyett gerendákat és csapokat használ.
A Lego Mindstorms, a Lego robotikai termékcsaládja szintén sok Technic darabot használ, bár azt külön termékcsaládként árulják. A Mindstorms termékcsalád legújabb generációja, a Robot Inventor (megjelent 2020 októberében), valamint elődei, a Mindstorms EV3 (megjelent 2013 szeptemberében) és a Mindstorms NXT (megjelent 2006 augusztusában) a csap nélküli építési módszeren alapulnak.
2023 júniusában a The Lego Group megépítette a Peugeot 9x8 24H Le Mans Hybrid Hypercar 1:1 életnagyságú másolatát, amely 626 392 Lego-darabot tartalmazott.

## Lego Technic alkatrészek

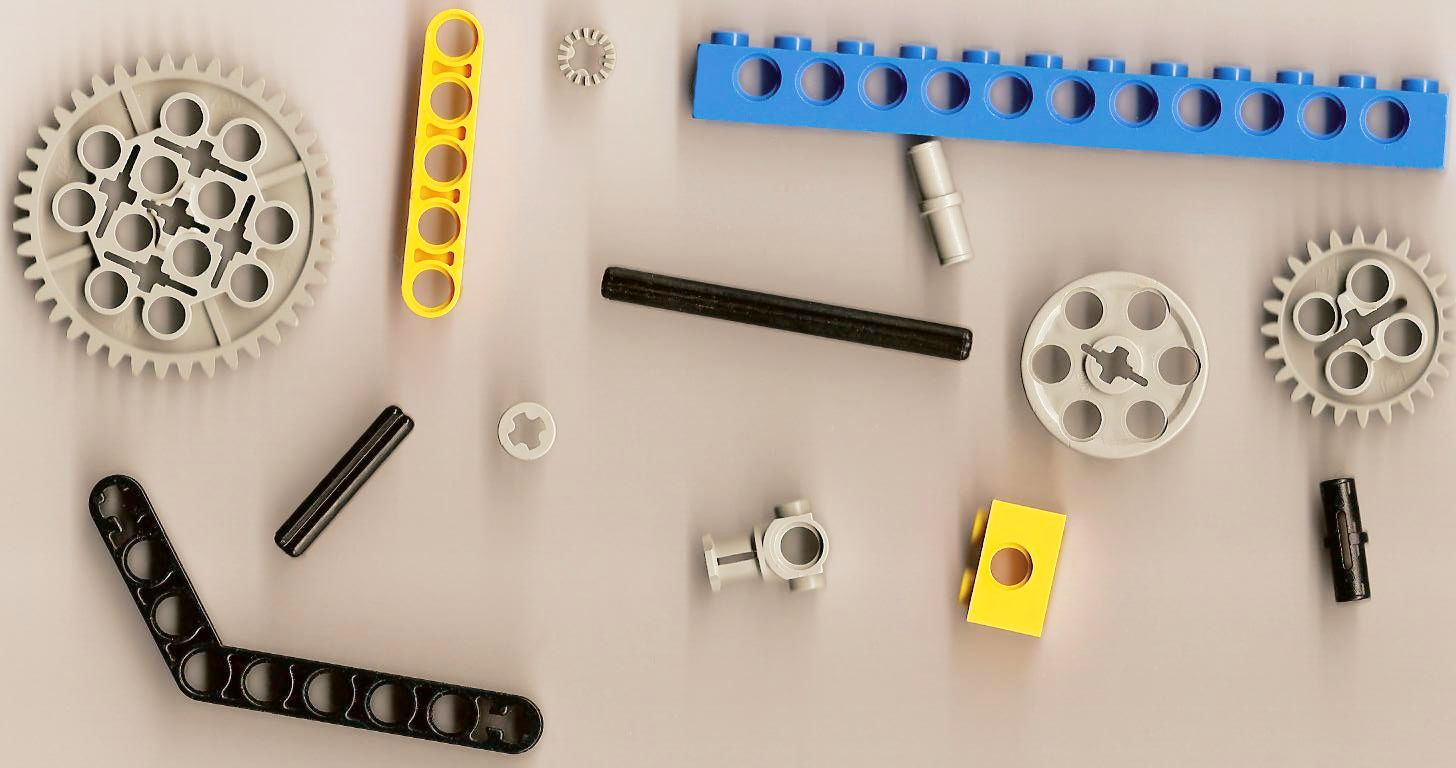
Gyakori Lego Technic alkatrészek

A Lego Technic rendszer a normál Lego téglákat egész sor új téglával bővíti, amelyek új funkciókat és építési stílusokat kínálnak. A legjelentősebb változás a normál Legóhoz képest az, hogy az egyszálas, széles téglák („gerendák”) függőleges felületén kör alakú lyukak vannak. Ezekbe a lyukakba csapokat lehet behelyezni, amelyek lehetővé teszik, hogy két gerendát biztonságosan egymás mellett tartsanak, vagy ferdén össze lehessen őket csukni. A lyukak tengelyek csapágyaként is szolgálnak, amelyekre fogaskerekek és kerekek illeszthetők, hogy összetett mechanizmusokat hozzanak létre.
A szegecs nélküli gerendákat (a szegecsek a Lego alkatrészekhez hagyományosan társított dudorok), amelyeket „liftkaroknak” neveznek, először 1989-ben vezették be, és az 1990-es és 2000-es években egyre több liftkar-konstrukciót vezettek be.

### Fogaskerekek

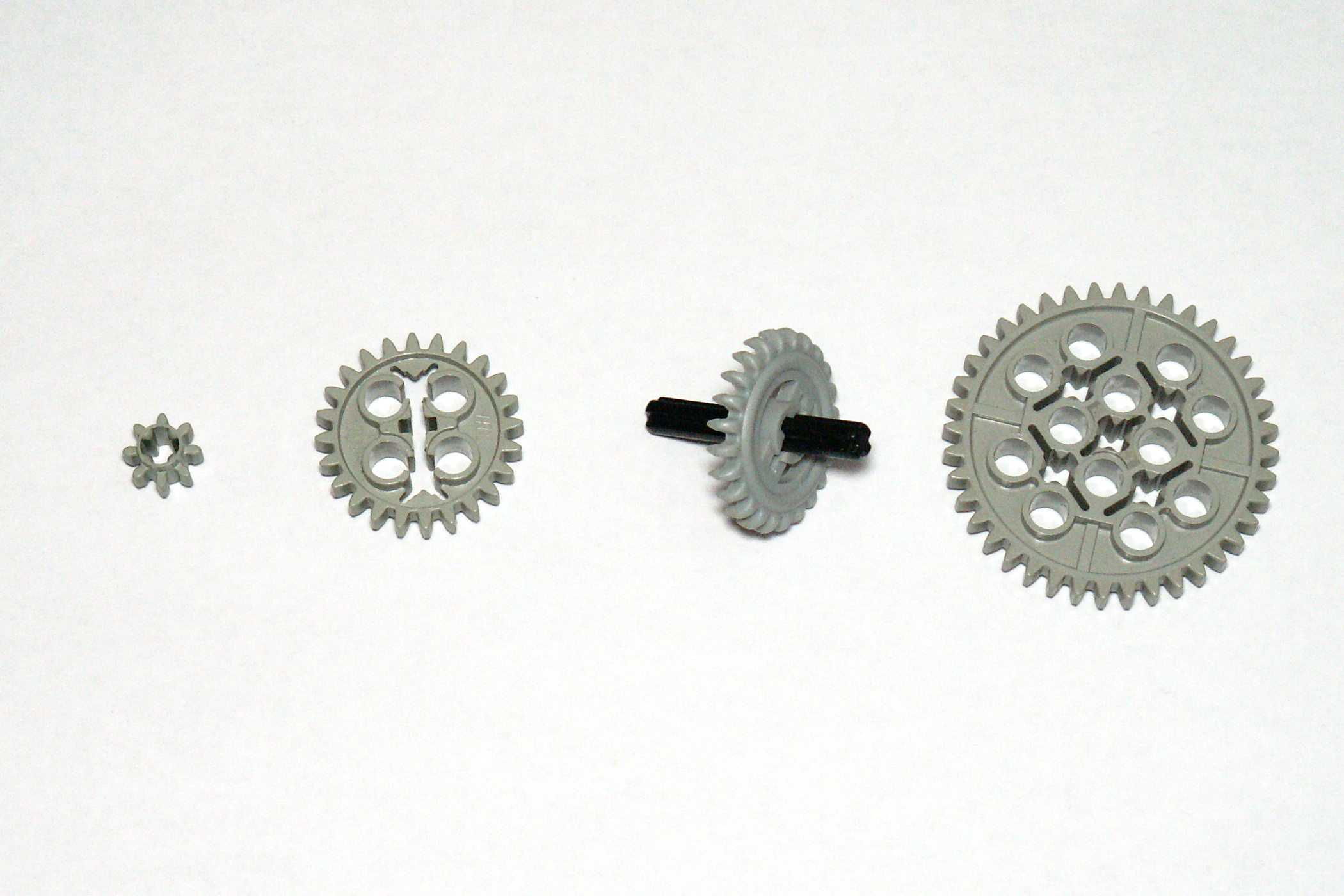
Különböző Lego Technic fogaskerekek

A fogaskerekek 1977 óta szerepelnek a Lego Technic készletekben a forgóerő átvitelének és a sebesség növelésének vagy csökkentésének módjaként. A fogaskerekek többféle méretben kaphatók: 8 fogú, 16 fogú, 24 fogú és 40 fogú fogaskerekek; 12 fogú, 20 fogú, 28 fogú és 36 fogú kettős fogazású fogaskerekek; valamint 12 fogú és 20 fogú egyszerű fogazású fogaskerekek. A kettős ferde fogaskerekek úgy vannak vágva, hogy azok is beilleszthetők legyenek a fogaskerékbe, mint egyenes fogaskerekek. Van még egy 16 fogú egyenes tengelykapcsoló fogaskerék, egy 20 fogú kettős ferde tengelykapcsoló fogaskerék és egy 24 fogú súrlódó fogaskerék, amely bizonyos nyomaték hatására megcsúszik, hogy a motorok vagy az alkatrészek ne sérüljenek meg vagy ne égjenek ki.
A szabványos fogaskerekeken kívül egyes készletek tartalmaznak fogaslécet, tengelykapcsolót, sőt csigahajtást és differenciálműveket is. Az 1980-as eredeti differenciálműnek 28 fogú ferde fogaskereke volt, amelyet úgy terveztek, hogy a 14 fogú ferde fogaskerekekkel (amelyeket a 12 fogú fogaskerekek váltottak fel) 2:1 áttételezést adjon. Ezek az újabb dupla ferde fogaskerekekkel is behelyezhetők. Ezt 1994-ben egy újabb kialakítás váltotta fel, amely 16 fogú és 24 fogú fogaskerekeket tartalmazott a burkolat ellentétes oldalain. A házban három 12 fogú ferde fogaskerék található. 2008-ban megjelent az eredeti differenciálmű frissített változata, amely a csap nélküli konstrukcióhoz optimalizált, kívül egy 28 fogú, belül pedig három 12 fogú fogaskerékkel ellátott ferde fogaskerékkel. A „Top Gear Rally Car” (42109) 2020-as megjelenésével egy újabb differenciálművet hoztak létre egy 28 fogas dupla ferde fogazású fogaskerékkel és öt 12 fogas fogaskerékkel a belső oldalon, hogy a differenciálművet a differenciálmű feletti és melletti fogaskerekekkel lehessen forgatni.
A fogaskerekek összekapcsolásának további módjaként láncszemeket is bevezettek. A feszültség (amely a felhasznált láncszemek megfelelő számából adódik), valamint az alkalmazott fogaskerékméretek kombinációja döntő fontosságú a megbízható működés szempontjából. A 8 fogú fogaskerekek nem ajánlottak erre a célra.
A Volvo Construction Equipment egy Lego modellt használt egy elektromos homlokrakodó kifejlesztéséhez.

### Motorok
A Lego Technic rendszer mindig is tartalmazott különböző elektromos motorokat. Ezek nagyjából a következőkre oszthatók: akkumulátorral (egy csatlakoztatott akkumulátoros dobozban) vagy hálózati árammal (transzformátoron keresztül) működő motorok.
A legkorábbi motorok (p/n x469b) 4,5 voltosak voltak, és egy módosított „Electric Train Motor”-ból (p/n x469) álltak, és a kerekek 4 meghajtott perselye mellé egy tengelyfuratot adtak, amely lehetővé tette a különböző hosszúságú tengelyek használatát. Bár ezek a Technic alkatrészekkel együtt jelentek meg a készletekben, nem Technic motorokként kerültek forgalomba.
Az első dedikált Technic motor egy 4,5 voltos, lekerekített tégla (p/n 6216m) volt, amelyet 1977-ben adtak ki az Expert Builder Power Pack (960-1) és a kiegészítő készlet (870-1) részeként, ez egy kis kiálló tengelyen keresztül adta le a kimenetet, amely a motor működtetésekor forogni kezdett. A motor nem volt áttételezve, ami magas fordulatszámot, alacsony nyomatékot eredményezett. Váltómű és szögletes ház állt rendelkezésre. A 880-1 készletben a 4,5 voltos motorral azonos fizikai méretekkel rendelkező 12 voltos motor is kapható volt. A 12 voltos változatot vizuálisan az különbözteti meg, hogy nem szürke, hanem fekete színű. A 4,5 V-os és a 12 V-os motorok kompatibilisek voltak az 1980-as évek Vonatok sorozatában használt akkumulátoros dobozokkal és hálózati transzformátorokkal is.
A 4,5 voltos motort 1990-ben egy hasonló, de négyzet alakú 9 voltos motor váltotta fel az új generációs „Electric System” részeként, amely eltekintett a tűs dugaszoktól, és helyettük szabályos téglákat használt, amelyek érintkezőket építettek be a szegecses csatlakozókba. Ez a rendszer idővel megbízhatóbb érintkezőket biztosított, mivel a tűs dugók idővel hajlamosak voltak meglazulni, vagy a vezetékek eltörtek, illetve leváltak.
A 2006-ban megjelent 8297-es „Motor Set” rendkívül magas fordulatszámra és viszonylag nagy nyomatékra volt képes, akár 1700 fordulat/perc és 14 N.cm, és a 9V rendszer „korszakában” a Technic járművek motorizálásához szükséges kiegészítőként hirdették.
A legújabb motorok tartalmaznak egy tengelyfuratot, amely lehetővé teszi különböző hosszúságú tengelyek használatát.
A 8275 'Technic Bulldózer' megjelenésével kezdődően a Power Functions (amely infravörös fényt használt a távirányításhoz) új elektromos rendszerként került bevezetésre, és különböző méretű motorokat kezdett el bevezetni, beleértve az M, L, XL és a kormányzott (Servo) motort.
A jelenlegi elektromos motoros rendszerek a Powered Up és a Control+, amelyeket a 42099 'X-treme Off-roader' és a 42100 'Liebherr R 9800 Excavator' készletekkel vezettek be. Mivel az L és XL motorok kormányzómotorokká kalibrálhatók, nincs külön szervomotor, mivel nincs rá szükség.

### "Szegecselt" (gerendák) kontra "szegecs nélküli" (emelőkarok)
A Lego kockákon található bütyköket, melyekkel a kockákat lehet összekapcsolni stud-nak vagy szegecs-nek nevezik. A következő szakaszban egységesen a szegecs kifejezés lesz használva.

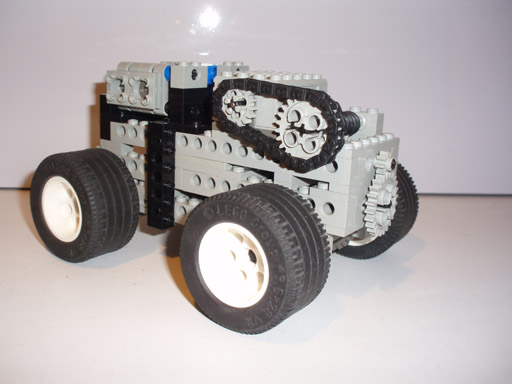
A régi, szegecsekkel ellátott darabok felhasználásával készült konstrukció

Bár a liftkarok (szegecs nélküli gerendák) 1989 óta jelen vannak a Technic készletekben, az elsődlegesen szegecseltről az elsődlegesen szegecs nélküli konstrukcióra való áttérés 2000 körül jelentős paradigmaváltást jelentett, és meglehetősen ellentmondásos volt. Kezdetben az emelőkarokat elsősorban stílusalkotó alkatrészként használták, vagy kisebb részegységek létrehozására, amelyek a szegecselt alvázhoz csatlakoztak. Az egyre több emelőkaros konstrukció bevezetésével 2000 körül elérkezett a fordulópont, amikor a hagyományos gerendák helyett elsősorban emelőkarokból épített modelleket vezettek be.
A csap nélküli építés elsődleges előnye, hogy olyan új építési módszerekkel egészül ki, amelyek korábban nem voltak elérhetők. Az emelőkarok pontosan 1 egységnyi szélességűek, ellentétben a szegecselt gerendákkal, amelyek az egység nem egész számú többszörösei. A szegecselt gerendák használata függőleges szerkezetekben nehézkes lehet, mivel a szegecselt gerendák közé lemezeket kell behelyezni, hogy a lyukak egy vonalba kerüljenek. A szegecs nélküli gerendák nagyobb rugalmasságot tesznek lehetővé több dimenzióban történő építkezéskor, miközben kompatibilisek maradnak a „klasszikus” szegecselt gerendákkal. Egyes építők úgy vélik továbbá, hogy a szegecs nélküli gerendákkal épített modellek szebben néznek ki, mint szegecselt társaik.
A csap nélküli építés azonban hátrányokkal is jár. A szegecs nélküli építés nem azonnal intuitív, az építőnek öt vagy hat lépéssel előre kell gondolkodnia. Míg a szegecselt építés a klasszikus alulról felfelé építési mintát követi, a szegecs nélküli építésnél belülről kifelé kell építeni. A szegecs nélküli szerkezetek gyakran rugalmasabbak, mint az egyenértékű szegecselt szerkezetek. Ez annak köszönhető, hogy a szegecs nélküli részek egymáshoz való rögzítésére használt klipszalapú csapok rugalmasabbak, míg a szegecsek merevebb súrlódásos illeszkedést biztosítanak.
2005-től a Lego elkezdte visszailleszteni a szegecselt téglákat a Technic termékcsaládba, ami olyan készletekben látható, mint a 8421 Mobil daru. A szegecselt téglákat azonban elsősorban a járművek első rácsainak rögzítésére használják, míg az átlátszó lemezeket a lámpákhoz.

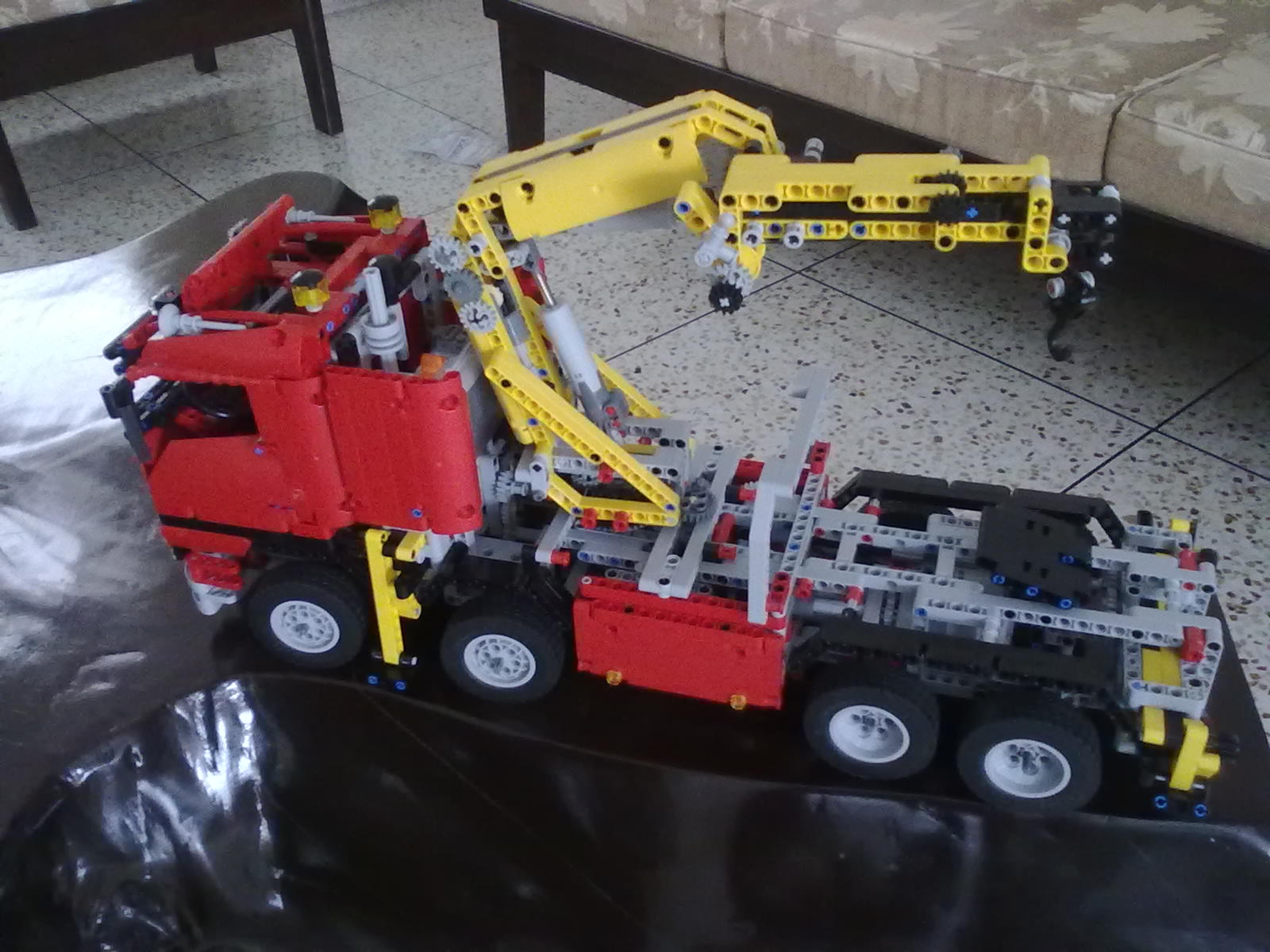
Lego Technic daru (Power Functions) 2009-ből

## Hatása
2020 és 2023 között a The Lego Group arról számolt be, hogy a Lego Technic az egyik legkelendőbb téma volt.